# Hydrellia ocalae
Hydrellia ocalae is een vliegensoort uit de familie van de oevervliegen (Ephydridae). De wetenschappelijke naam van de soort is voor het eerst geldig gepubliceerd in 1995 door Deonier.